# El Lobo (Zacatecas)
El Lobo es la comunidad más antigua del municipio de Loreto, en el estado de Zacatecas (México).
En esta comunidad se destacó por ser una zona líder  en cultivos diversos en toda la región, esta práctica aún está  vigente aún que en menos escala, lo que ha llevado a los habitantes de esta comunidad a realizar diferentes tipos de oficios para hacerla sustentable, que van desde ganadería, herrería hasta comercio en en muchas escalas diferentes.
La comunidad también ha crecido en desarrollo de diversos profesionistas desde abogados hasta ingenieros.

## Historia
La comunidad de El Lobo es la más antigua del municipio de Loreto. Los vestigios como utensilios e instrumentos de caza encontrados en la comunidad y sus alrededores, apuntan a que los 

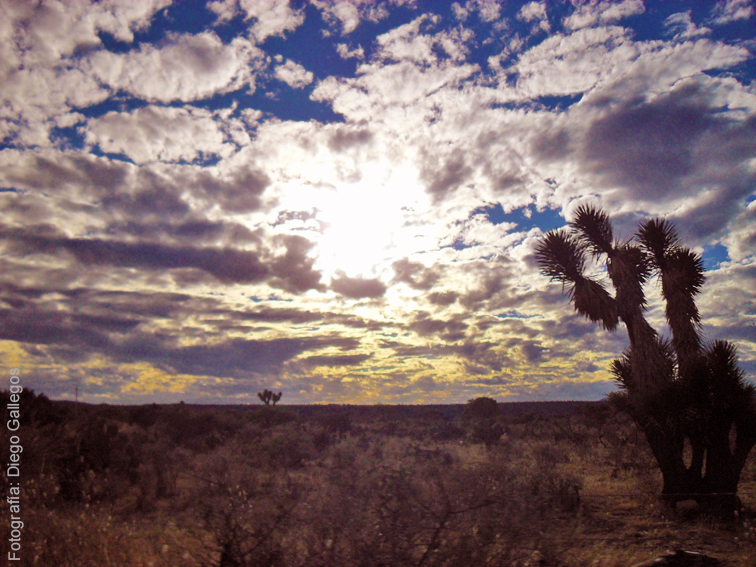
El semidesierto en el Lobo

primeros pobladores de la comunidad fueron Guachichiles pertenecientes al territorio más extenso de las naciones chichimecas, quienes fueron conocidos como guerreros valientes.
Hacia el año 1606, el capitán Don Pedro de Quijas Escalante, quien fuera originario de la villa de Laredo, en la provincia de Santander de los Reinos de Castilla, casado con Catalina de Saldaña, asentó en la cañada de El Lobo la finca de su estancia con el nombre de San José Agua del Lobo, dentro de la jurisdicción de la sierra de Pinos.
En 1669 la finca y su territorio pasaron a manos del hijo del capitán, Don Pedro de Quijas Escalante, quien fuera también el dueño de la hacienda de San Nicolás, hoy Nigromante, Zacatecas, cambiando por completo el panorama económico del sureste zacatecano.
Hacia el año de 1720 la familia Quijas Escalante vende la propiedad a Manuel García Rojas, quien después en 1760 deja al frente a Doña Ignacia García Rojas, viuda de Nicolás de Austria, junto con fray José García Rojas. De esta compraventa se originó la Hacienda de San Marcos, quedando al frente Don José de León García Rojas.
Después es adquirida por los Condes Medina y Torres alrededor de 1760-1761 hasta 1810 en dónde pasa a remate público.
Después de la guerra de reforma, el 18 de junio de 1861, por medio de un decreto del Gobernador de Zacatecas Miguel Auza, El Lobo forma parte del municipio de Villa García junto con las haciendas de Agostadero, Los Campos, La Concepción y San Marcos. 
Posteriormente, el 3 de octubre de 1931, El Lobo, junto con otras comunidades, asentamientos y rancherías, pasa a formar parte del municipio de Loreto, estipulado en el decreto número 5 de la XXXI legislatura del Estado, donde, junto con otras comunidades, erigen el municipio de Bimbaletes, actualmente Loreto.

## Geografía
El Lobo se ubica a 14 km de la cabecera municipal de Loreto, entre dos cerros poco elevados 

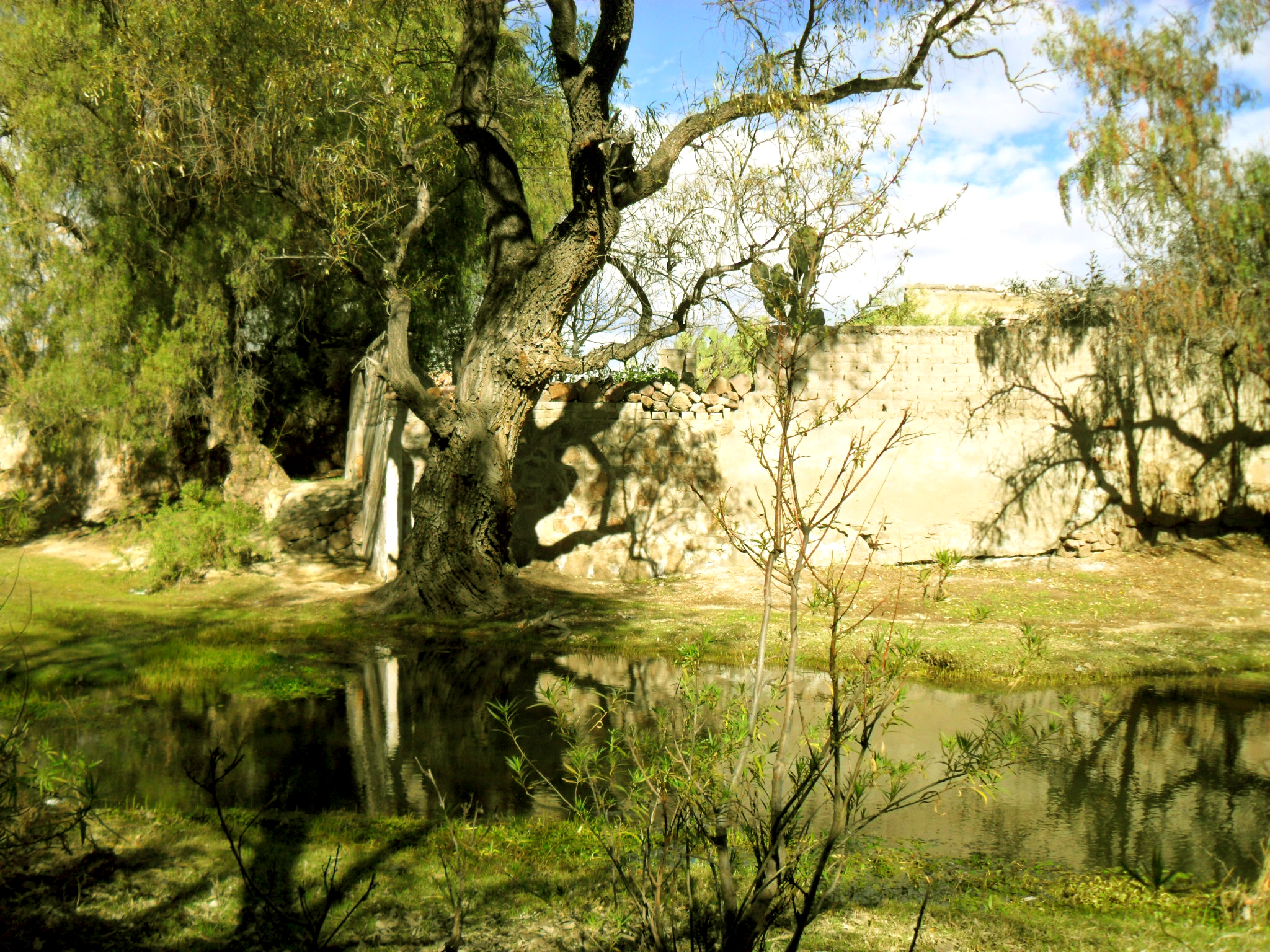
El Arroyo del lobo

con las coordenadas GPS: Long.-101.894722, Lat. 22.233889, con una altitud de 2.190 metros sobre el nivel del mar, se localización en la meseta central de México, siendo la totalidad del territorio matorral; el clima de la región es semiseco templado, con lluvias en verano que favorecen la producción agrícola de productos de temporal, como el maíz y el fríjol, principalmente.

## Tradiciones
Siendo la comunidad más antigua de Loreto, El lobo cuenta con tradiciones que ha prevalecido a través de los siglos, como lo es la fiesta patronal el 13 de junio, en honor a San Antonio de Padua, que consiste en la celebración religiosa del novenario desde el día 5 hasta el día 14 de junio, resguardando en estos días las actividades más representativas de la comunidad.
Fiesta de San Antonio de Padua
Día 5, "Inicio del novenario": Ofrecimiento del día por los jóvenes de la comunidad.

Día 12, "Vísperas de la fiesta": El famoso día de la mojiganga, que es un carnaval en vísperas

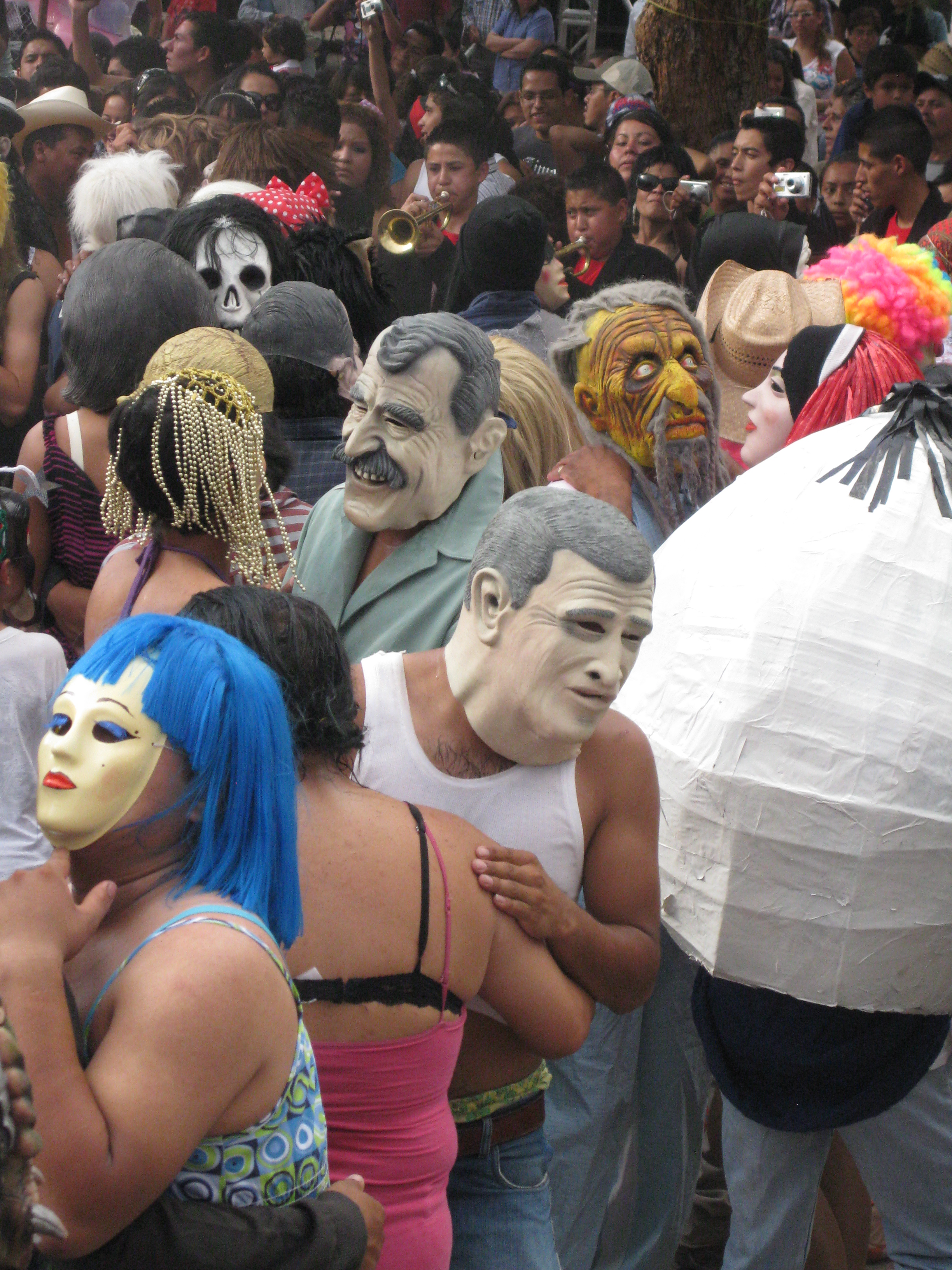
La mojiganga

 de la fiesta que tiene sus orígenes en la clase trabajadora del latifundio de la hacienda donde las personas se disfrazaban para hacer mofa de la tiranía de sus patrones; esta tradición prevalece hasta estos días, pero con un enfoque más contemporáneo, pues se hace mofa de la política y los sucesos escandalosos del momento. Las personas disfrazadas son sólo hombres, quienes se hacen acompañar por música de tamborazo, banda u orquesta para salir a bailar en la calle principal de la comunidad con la finalidad de sorprender.
Día 13, "El día de la Fiesta": Mañanitas a San Antonio de Padua, como preámbulo del evento, tienen el sonido de caracolas y gritos guachichiles desde los cerros de la comunidad; después se lleva a cabo una procesión al alba, donde se ofrece el día al santo patrono. También se realiza una celebración religiosa donde los habitantes forman parte de ella, se realizan ofrendas y agradecen los favores recibidos. Por la tarde se hace una representación teatral de la conquista de México por actores líricos.
Día 14, "Día de Gracias": Una vez concluido el novenario, este día se dedica a dar gracias al santo patrono por los favores recibidos y por una fiesta exitosa; los grupos de danza se unen y juntos realizan una representación donde capturan al "viejo de la danza", que es la analogía del demonio personificado, la introducen al templo y así concluyen las festividades.
Día de Muertos
El día de muertos en el lobo se celebra con disfraces, comida y alegría, El significado de la muerte al igual que en gran parte de México  es de carácter transitivo, pues  se cree que los finados  yacen en otra morada esperando a los que aun viven.

Los principales alimentos de la temporada son los Condoches: Gorditas de maíz dulce o salado, rellenas de chile, frijoles, queso o coco, También son tradicionales  los camotes en piloncillo y las calabazas dulces, que también son acompañados con leche, los tamales y buñuelos también forman parte del menú de dicha festividad.

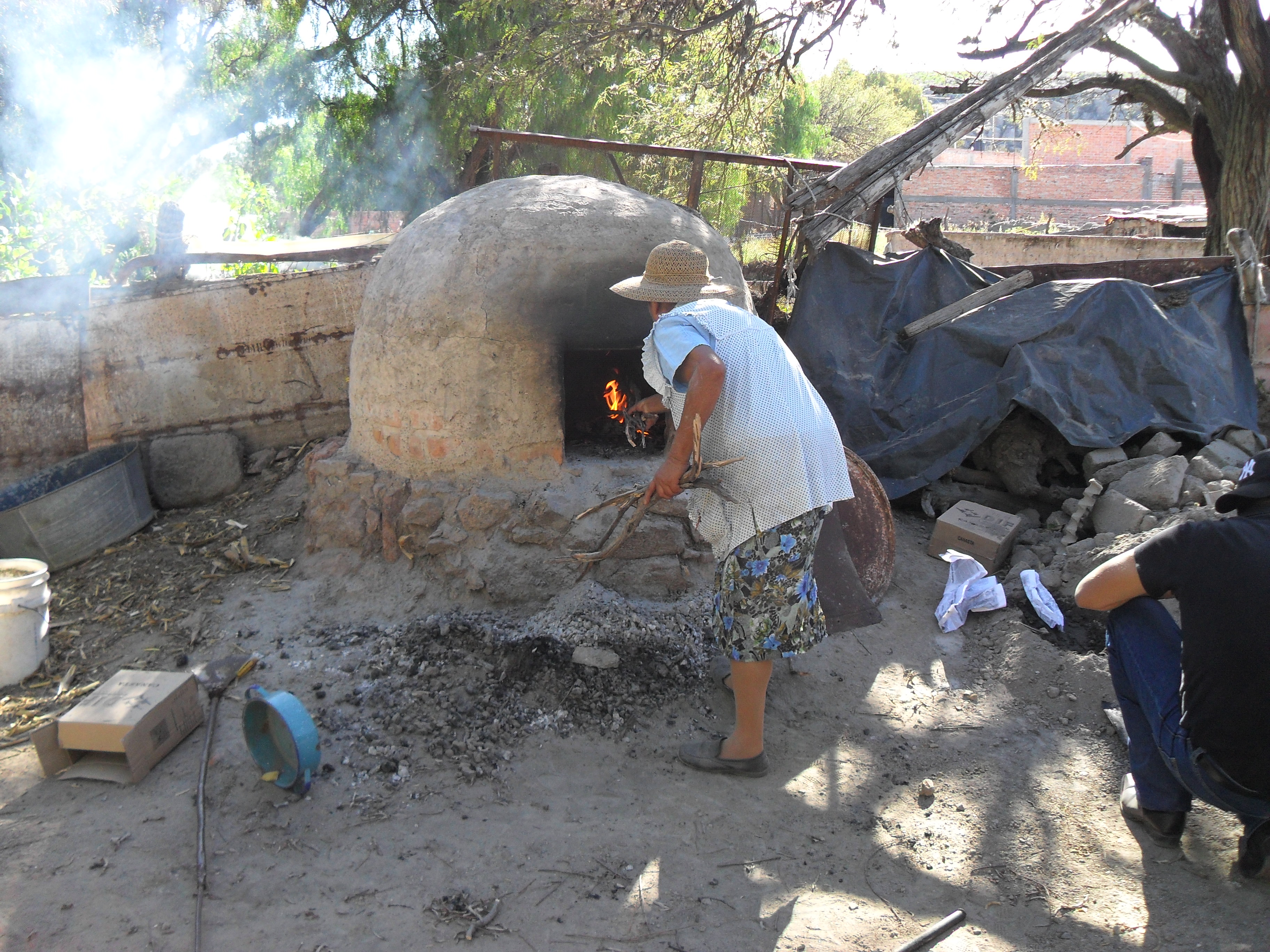
Mujer horneando "condoches"